# Adam Batirow
Adam Aławdinowicz Batirow (ros. Адам Алавдинович Батиров; ur. 13 stycznia 1985) – rosyjski, zaś od 2016 roku bahrajński zapaśnik startujący w stylu wolnym. Olimpijczyk z Rio de Janeiro 2016, gdzie zajął czternaste miejsce w kategorii 65 kg.
Wicemistrz świata w 2018 i piąty w 2011. Wicemistrz Europy w 2004 i 2009, a brązowy medalista z 2011. Siódmy na igrzyskach azjatyckich w 2018. Triumfator halowych igrzysk azjatyckich w 2017. Brązowy medalista igrzysk Solidarności Islamskiej w 2017. Trzeci w Pucharze Świata w 2010. Wicemistrz świata juniorów w 2003 i Europy w 2002. Mistrz Rosji w 2007 i 2011 i drugi w 2012 roku.
Jest bratem Mawleta Batirowa, dwukrotnego mistrza olimpijskiego w zapasach z Aten 2004 i Pekinu 2008.